# Лаодика (сестра Митридата VI)
Лаодика (130/129 до н. э. — около 90 до н. э.) — понтийская принцесса и царица, приходившаяся родной сестрой Митридату VI.

## Биография
Являлась второй дочерью в семье правителей Понта Митридата V и Лаодики VI (правил в 150—120 годах до н. э.).
Её отец был отравлен на собственном пиру около 120 года до н. э. в столице своего государства — городе Синопа. В завещании он передал власть своей жене и двум сыновьям: Митридату VI и Митридату Хресту. Вся власть оказалась в руках Лаодики VI, ставшей регентом при своих детях. Во время своего правления она отдавала предпочтение Хресту, а Митридату VI из-за опасений за свою жизнь пришлось скрываться.
Между 116 и 113 годами до н. э. он возвратился на родину и сместил с трона мать и брата. После провозглашения себя царём Понта он отправил их в тюрьму. Его мать там и умерла, а Хрест умер там или из-за проблем со здоровьем, или был убит по приказу государя. После их смерти Митридат VI устроил для них пышные похороны.
Митридат женился на своей сестре, тем самым сохранив чистоту правящей династии и застраховав права будущих потомков. Посредством брака Лаодика стала царицей Понта.
Лаодика родила своему брату четырёх сыновей: Митридата, Аркафия, Махара и Фарнака II, а также двух дочерей: Клеопатру Понтийскую и Дрипетину.
Лаодика и её муж установили хорошие отношения с гражданами Афин и острова Делос. В благодарность за щедрые подношения в Делосе в их честь были воздвигнуты статуи.
Во время отсутствия своего супруга Лаодика наладила контакт с друзьями покойного Хреста, один из которых стал её любовником.
Неожиданно возвратившись в своё царство, Митридат узнал об измене Лаодики. Она и её сообщники были казнены. После этого события монарх никогда не провозглашал своих жён царицами.